# 周嘉玲
周嘉玲（英語：Valerie Chow，1970年12月16日—），前香港女演員。

## 簡歷
周嘉玲的雙親在香港長大，祖籍浙江省寧波市，她在加拿大出生長大，於1991年度香港小姐競選贏得亞軍後加入娛樂圈，於1990年代參演過多部電影，但因辭演台慶劇《我愛牙擦蘇》而雪藏便較少拍攝電視劇，當中以《重慶森林》一片提名第14屆香港電影金像獎最佳女配角。1998年，周成為首位華人獲得美國露華濃（Revlon）的廣告合約。　
2003年淡出娛樂圈。 2005年和比利時籍印度裔室內設計師Darryl Goveas結婚，有一女。2000-2009年為連卡佛Pedder Group的市場策劃總監，晉升為市務部助理行政總裁後，再晉升為現時Joyce Boutique（載思)的業務總經理。2010年9月在中環開設首間童裝概念店 Mama Kid。
期中，闊別幕前多年後於2018年再度演出，由著名中國藝術家曹斐執導，大館委約製作電影《監獄建築師》。此片入圍第六十九屆柏林國際電影節「論壇延展」界別。

## 影視作品

### 電影作品
| 年份   | 片名                                          | 角色             |
| 1993年 | 《新難兄難弟》 He Ain't Heavy, He's My Father | 鍾珍妮(心理醫生) |
| 1994年 | 《晚9朝5》 Twenty Something                   | Alice            |
| 1994年 | 《重慶森林》                                  | 空姐             |
| 1995年 | 《慈禧秘密生活》 Lover of The Last Empress    | 慈安             |
| 1995年 | 《野性的邂逅》 Dream Killer                   | Mary             |
| 1995年 | 《月黑風高》 The Case of the Cold Fish        | Linda            |
| 1995年 | 《鬼巴士》 Ghostly Bus                        | 秦玲             |
| 1995年 | 《蜘蛛女》 Spider Woman                       | Carman           |
| 1995年 | 《空中小姐》 Wind Beneath My Wings            | 羅嘉玲           |
| 1995年 | 《鼠膽龍威》 High Risk                        | 菲菲(醫生的手下) |
| 1995年 | 《95陀槍女警》 The Armed Policewoman          | 阿玲             |
| 1995年 | 《爆炸令》 Red Zone                           | 劉詩玲           |
| 1995年 | 《刀》                                        | 神秘妓女         |
| 1996年 | 《赤裸羔羊3：致命快感》 Street Angels         | 凱恩             |
| 1997年 | 《馬永貞》 Hero                               | 艷陽天           |
| 1998年 | 《末世魔煞》 Phantoms                         | 科學家山口       |
| 1998年 | 《Futuresport》 決戰2025                      |                  |
| 1999年 | 《Bridge of Dragons》 魔鬼駭客/龍橋           |                  |
| 2000年 | 《一見鍾情》 Sausalito                        | Virginia         |
| 2000年 | 《俠骨仁心》 Healing Hearts                   | 律師程家勤Flora  |
| 2001年 | 《極速殭屍》 The Vampire Combat               | 飄紅/林倩        |
| 2002年 | 《異度空間》 Inner Senses                     | 雪兒             |
| 2002年 | 《不寒而慄》 Freaky Story                     |                  |
| 2018年 | 《監獄建築師》 Prison Architect               |                  |

### 電視作品
| 年份   | 劇名                               | 角色                   |
| 1994年 | 廉政行動1994                       | 葉祖兒                 |
| 1994年 | 再見亦是老婆                       | 卓羚                   |
| 1995年 | (香港電台)歲月流情：出浴記之母與女 | Cherry                 |
| 1999年 | 縱橫四海                           | 客串                   |
| 2001年 | 俠骨仁心                           | 程家勤                 |
| 2004年 | 上海灘之俠醫傳奇                   | 趙思思（於2010年播出） |

## 外部連結
- 周嘉玲在互联网电影资料库（IMDb）上的資料（英文）
- 周嘉玲在香港影庫上的簡介
- 周嘉玲在豆瓣上的资料（简体中文）
- 周嘉玲在时光网上的簡介（简体中文）

| 前任： 翁杏蘭 | 香港小姐競選亞軍 1991年 | 繼任： 劉殷伶 |